# Ketenger
Ketenger is een plaats en bestuurslaag (kelurahan) in het onderdistrict (kecamatan) Baturraden in het regentschap Banyumas van de provincie Midden-Java, Indonesië. Ketenger telt 2.938 inwoners (volkstelling 2010).